# Чіткан (Бурятія)
Чіткан (рос. Читкан) — село Баргузинського району, Бурятії Росії. Входить до складу Сільського поселення Чітканське.
Населення — 986 осіб (2015 рік).